# Barete
Barete är en ort och kommun i provinsen L'Aquila i regionen Abruzzo i Italien. Kommunen hade 674 invånare (2018).